# Rue de Toulouse (Paris)
La rue de Toulouse est une voie du 19e arrondissement de Paris, en France.

## Situation et accès
La rue de Toulouse est une voie publique située dans le 19e arrondissement de Paris. Elle débute au 110, boulevard Sérurier et se termine au 19, boulevard d'Indochine.

## Origine du nom

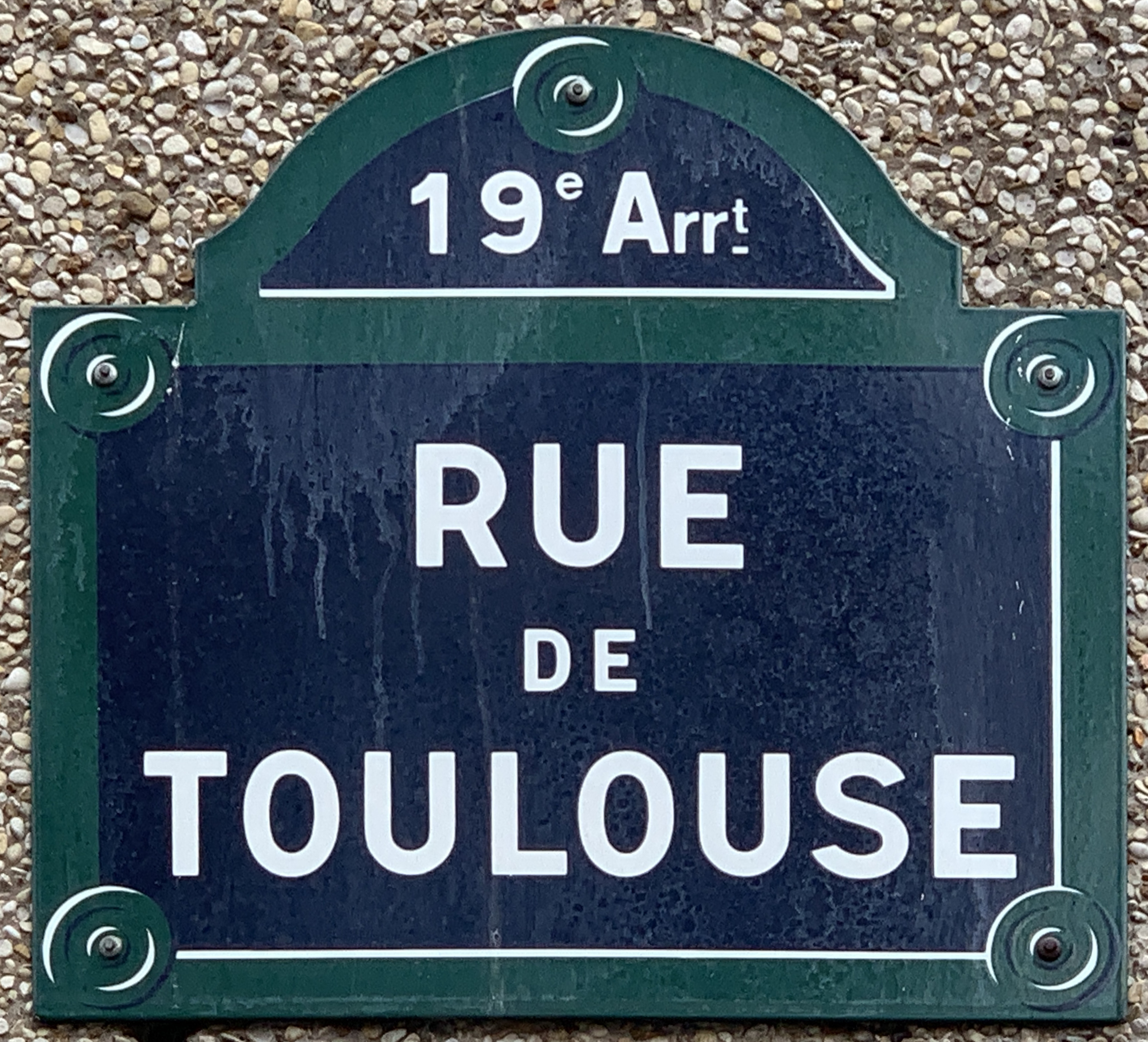
Plaque de la rue.

Cette voie a pris le nom de la préfecture du département de la Haute-Garonne, Toulouse.

## Historique
La rue a été ouverte par l'Office public d'habitations de la ville de Paris et a pris sa dénomination actuelle en 1934, sur l'emplacement du bastion no 23 de l'enceinte de Thiers.